# تولد (فیلم ۲۰۰۴)
تولد (به انگلیسی: Birth)، نام فیلمی معمایی رمانتیک آمریکایی به کارگردانی جاناتان گلیزر با بازی نیکول کیدمن، کامرون برایت، لورن باکال و دنی هوستون است که در سال ۲۰۰۴ ساخته شد.
نویسندهٔ فیلم‌نامه‌ٔ این فیلم ژان-کلود کریر است؛ وی اعتقاد دارد که عنصر زمان به عنوان یکی از شخصیت های اصلی این فیلم عمل می‌کند و در حقیقت فیلم تولد تقابل یک زن میانسال با زمان را به مخاطب نشان می‌دهد.

## داستان
آنا ده سال پس از فوت شوهرش شاون، تصمیم به ازدواج با جوزف را دارد. در این بین کودکی ده ساله پیدا می‌شود و مدعی می‌شود که همان شاون در یک زندگی جدید است....

## نقش‌ها
| بازیگر        | نقش        |
| ------------- | ---------- |
| نیکول کیدمن   | آنا        |
| کامرون برایت  | شاون جوان  |
| دنی هوستون    | جوزف       |
| لورن باکال    | لورن باکال |
| آلیسون الیوت  | لارا       |
| آرلیس هاوارد  | باب        |
| مایکل دیزالتس | شاون       |
| آن هیش        | کلارا      |
| پیتر استرمر   | کلیفورد    |